# Hermanas Vampiro (drag queens)
Las Hermanas Vampiro es una agrupación creada y fundada por Oswaldo Calderón - Super Perra, Daniel Vives - Ego - La Supermana y Sergio Alazcuaga - Checho. Son consideradas verdaderos íconos y leyendas vivas al ser, al tiempo, las primeras exponentes de lo que hoy llamamos drag queen y de transformismo mexicano. Es el primer show drag queen en México y Latinoamérica.

## Trayectoria
El espectáculo surge bajo la inspiración de los actores Oswaldo Calderón - Super Perra, Daniel Vives - Ego - La Supermana y Sergio Alazcuaga - Checho, quienes trabajaban dando show travesti en el centro nocturno Catzzi, ubicado en Ciudad Satélite, Estado de México, al norte de la Ciudad de México. Los espectáculos nocturnos de México estaban saturados de shows travesti monótonos y poco propositivos, los cuales ya palidecían ante las artistas de vanguardia de los salones ballroom, el voguing y otras corrientes derivadas del transformismo provinientes de los Estados Unidos y Europa. Ante las exigencias de los empresarios de buscar otras formas de diversión y shows nocturnos, Calderón y Vives se aventuraron en una nueva corriente creativa y convertirse en drag queens. 
El nombre del espectáculo fue tomado de la película mexicana Santo contra las mujeres vampiro (Alfonso Corona Blake, 1962). Las Hermanas Vampiro debutan en 1995 en el ya mencionado centro nocturno Catzzi. A diferencia de otros espectáculos drag queen de otras regiones del mundo, las Hermanas Vampiro son una compañía de teatro, generando espectáculos diversos y no solo limitadas al mundo del transformismo. El folclor, la picardía, la música, las telenovelas y otros elementos tan arraigados de la cultura mexicana, le dan a los shows de las Hermanas Vampiro características muy singulares. 
El espectáculo alcanzó su mayor momento de éxito a finales de la década de los 1990s y principios de la década de los 2000s. Han pasado por diferentes recintos de la capital mexicana, tales como El Taller, el Papi Fun Bar, Living, El Nicho o el Anyway. Sin embargo, sus momentos de mayor gloria los vivieron en la cantina La Victoria (hoy Foro Roma), en la Colonia Roma de la capital mexicana. Eventualmente llegaron a otras regiones de México como Monterrey, Cancún o Guadalajara. En un momento dado, la compañía ha llegado a tener bailarines profesionales, músicos en vivo y aparecieron en la televisión, a través de shows como Hasta en las mejores familias (2000-2001) o Desde Gayola (2002-2006), ambos de la cadena Televisa. La compañía llegó incluso a trabajar con drag queens internacionales como RuPaul y Kevin Aviance.
Las Hermanas Vampiro han tenido el privilegio de contar entre sus filas con muchos personajes que hoy en día son figuras consagradas del espectáculo nocturno mexicano. Además, el show de las Hermanas Vampiro se destaca por su versatilidad, pues aparte de drag queens y artistas del transformismo, en sus filas también desfilaron hombres heterosexuales y dos mujeres: Lorena de la Garza (mujer cisgénero) y Alejandra Bogue (mujer trans), ambas populares figuras del espectáculo mexicano. Entre sus coreógrafos también han desfilado figuras como Humberto Manlio y Gustavo Sanders. La cantante y drag queen española La Prohibida fue considerada miembro honoraria. 
Entre sus espectáculos más populares destacan Las Hermanas Vampiro contra El Santo, El circo de las Hermanas Vampiro, Las chicas superponedoras, Moulin Rouge, Puras madres, Temborracho, Musas y Joteando por un peso, entre otros. Además, tanto Oswaldo Calderón como Daniel Vives, se convirtieron en activistas en las marchas LGBT+ de la Ciudad de México y de otras ciudades del país.
Con el paso del tiempo, nuevas generaciones de drag queens y espectáculos nocturnos han aparecido por todo México. De hecho, Oswaldo Calderón llegó a impartir talleres para las nuevas generaciones del arte del drag queen y transformismo. Calderón falleció en febrero de 2020.
El 1ro de agosto del 2024 presentaron un show conmemorativo: "El Extraño Retorno de... Las Hermanas Vampiro" con Daniel Vives - Ego - La Supermana, Sergio Alazcuaga - Checho,  y Marianita 33 (última Hermana Vampiro en integrarse) con el cual muestran la increíble versatilidad, comicidad y experiencia histriónica única que las caracteriza.

## Integrantes

### Actuales
- Daniel Vives - Ego - La Supermana  (creadora y fundadora)
- Sergio Alazcuaga - Checho (creadora y fundadora)
- Marianita 33

### Anteriores
- Oswaldo Calderón - Super Perra † (creadora y fundadora)
- Óscar Ibarra Gazzú
- Lorena de la Garza
- Elías Ajit
- Bombón Dakota
- Carlos Bieletto
- Miss Marko
- Alejandra Bogue
- Kintaró Mori
- Saúl Malagón
- Jonathan
- Rodolfo Kagiga Mousey
- Guillermo Funes
- Roberto Cabral
- Elastika
- Cristo Vampiro
- DJ Kindra
- David Couto
- David Galas
- Jorge Arriaga La Lore
- La Prohibida (miembro honorario)
- Humberto Manlio (coreógrafo / bailarín)
- Gustavo Sanders (coreógrafo / bailarín)
- Sirena Galas